# Aeroportul Normanton
Aeroportul Normanton (IATA: NTN, ICAO: YNTN) este un aeroport din Queensland, Australia.
Situat la o altitudine de 15 m, aeroportul dispune de o singură pistă. Este operat de Shire of Carpentaria⁠(d).